# نظرية المحفظة الحديثة

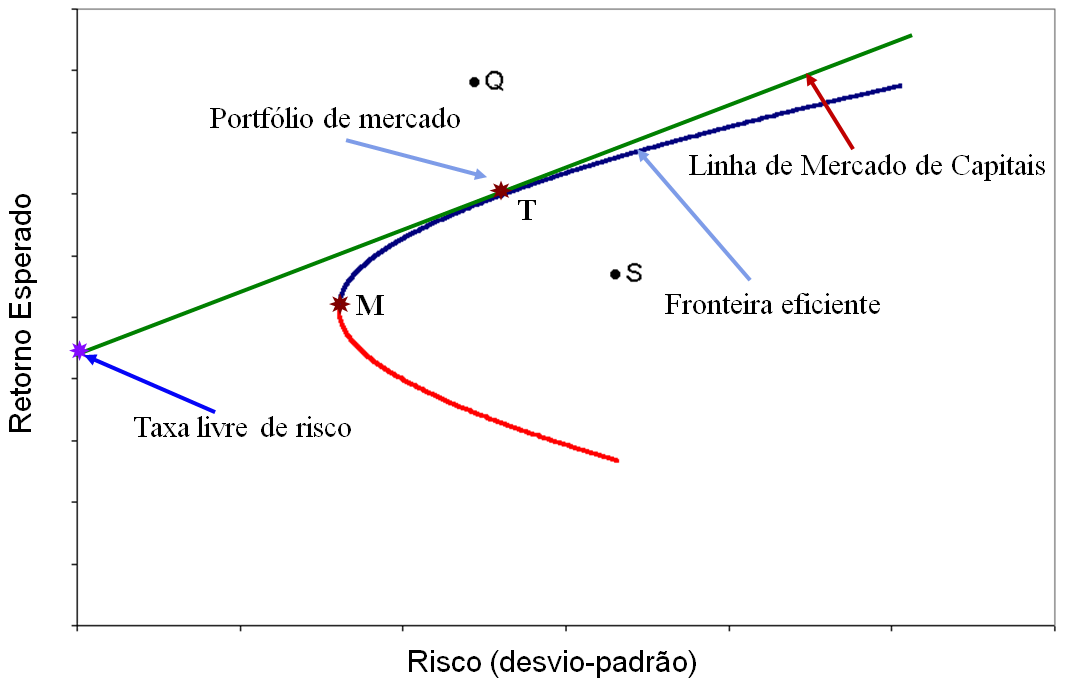

تشرح نظرية المحفظة الحديثة (بالإنجليزية: Modern Portfolio Theory)‏ وضع هذه النظرية الباحث الاقتصادي (هاري ماركويتز) حيث وضح أن هناك علاقة ما بين العائد المتوقع للاستثمار وبين مستوى المخاطرة و يمكن اعتبار ماركويتز أول من قدم طريقة قياس كمية لحساب كل من عائد و خطر المحافظ الاستثمارية ، و وضح كيفية استخدام التنويع (بالإنجليزية: diversification)‏ للوصول إلى العائد المتوقع الأمثل ضمن مستوى مخاطر معين.